# Brigitte Tilsner
Brigitte Tilsner (* 7. März 1918 in Königsberg, Ostpreußen; † 16. Juli 2002 in Leipzig) war eine deutsche Politikerin und Funktionärin der DDR-Blockpartei LDPD. Sie war Vorsitzende des Bezirksvorstandes Leipzig der LDPD und Abgeordnete des Bezirkstags Leipzig.

## Leben
Tilsner, Tochter eines Bankangestellten, besuchte die Mittel- und die Handelsschule. Sie erlernte den Beruf der Stenotypistin und arbeitete als Sekretärin. 1945 kam sie in die SBZ.
1947 trat Tilsner der Liberal-Demokratischen Partei Deutschlands (LDP, später LDPD) bei. 1948 wurde sie Mitglied der Gesellschaft für Deutsch-Sowjetische Freundschaft. Von 1950 bis 1953 war Tilsner Abteilungsleiterin im Rat der Stadt Bad Lausick. Von 1953 bis 1954 war sie Stadträtin in Geithain und von 1954 bis 1963 stellvertretende Vorsitzende des Rates des Kreises Borna. Ab 1963 fungierte sie als stellvertretende Vorsitzende und von 1976 bis 1979 als Vorsitzende des LDPD-Bezirksvorstandes Leipzig. Ab 1967 gehörte sie als Abgeordnete auch dem Bezirkstag an. Von 1976 bis 1987 war Tilsner auch Mitglied des Zentralvorstandes der LDPD.

## Auszeichnungen in der DDR
- Vaterländischer Verdienstorden in Silber (1977)